# Đài Truyền hình Trung ương Trung Quốc
Đài truyền hình trung ương Trung Quốc (tiếng Trung: 中国中央电视台; Hán-Việt: Trung Quốc Trung ương Điện thị đài, tiếng Anh: China Central Television - CCTV), trước đây gọi là Đài truyền hình Bắc Kinh, là đài truyền hình quốc gia của Cộng hòa Nhân dân Trung Hoa, phát sóng chủ yếu tại Trung Quốc đại lục, có trụ sở tại Bắc Kinh, Trung Quốc. CCTV có mạng lưới 50 kênh chương trình và tiếp cận được khoảng hơn một tỷ người xem. CCTV phát sóng bằng 5 ngôn ngữ. Phần lớn chương trình của đài này là tin tức, phim tài liệu, chương trình giáo dục, hài kịch, chương trình giải trí và phim truyền hình.
Tin tức của đài được biên tập bởi Bộ Tuyên truyền của Đảng Cộng sản Trung Quốc. Đài này là một trong ba cơ quan ngôn luận chính của Đảng Cộng sản Trung Quốc: Đài truyền hình trung ương Trung Quốc (CCTV), Đài phát thanh nhân dân Trung Quốc (CNR) và Đài phát thanh quốc tế Trung Quốc (CRI).
Trong việc thu hút khán giả, CCTV cũng bị những Đài Truyền hình địa phương cạnh tranh. Những Đài Truyền hình này cũng nỗ lực tăng tính hấp dẫn của chương trình để có thể cạnh tranh với CCTV.

## Lịch sử
Sau khi thử nghiệm phát sóng vào ngày 1/5/1958, đài đã phát sóng lần đầu tiên vào ngày 2/9/1958, dưới cái tên Đài Truyền hình Bắc Kinh. Do nhu cầu ngày càng tăng, đài đã nhanh chóng phát sóng kênh thứ hai vào năm 1963 và kênh thứ ba vào năm 1969, tiếp theo là các chương trình phát sóng vệ tinh đồng bộ đầu tiên toàn quốc vào năm 1972. Bắt đầu từ ngày 1 tháng 5 năm 1973, đài truyền hình Bắc Kinh bắt đầu phát sóng trên kênh thứ hai vào thứ Ba, thứ Năm và thứ Bảy sử dụng hệ thống PAL-D, và hoàn toàn chuyển đổi sang phát sóng tivi màu vào năm 1977. Đài đổi tên sang CCTV vào ngày 1 tháng 5 năm 1978 . Năm 2008, trụ sở mới của CCTV đã được đưa vào sử dụng.
Cuối những năm 1970, giống như nhiều đài truyền hình khác của Trung Quốc, CCTV chỉ có duy nhất một kênh. Vào thời điểm đó, chỉ có chương trình buổi tối, ngừng phát sóng vào giữa đêm. Trong suốt thời gian mùa hè và mùa đông, chỉ thỉnh thoảng mới có một chương trình được phát sóng cả ngày cho học sinh đang được nghỉ học. Vào năm 1980, CCTV thử nghiệm với các mục tin tức từ các phòng thu truyền hình địa phương và trung tâm thông qua sóng micro. Đến năm 1985, CCTV đã trở thành một mạng lưới truyền hình hàng đầu ở Trung Quốc. Năm 1987, CCTV đã phát sóng Hồng Lâu Mộng - phim truyền hình 36 tập - bộ phim truyền hình Trung Quốc đầu tiên tham gia vào thị trường toàn cầu . Trong cùng năm đó, CCTV cũng đã sản xuất 10216 chương trình cho 77 đài truyền hình nước ngoài.
Giống như nhiều phương tiện truyền thông tại Trung Quốc, CCTV bị cắt giảm trợ cấp Nhà nước đột ngột vào những năm 1990, và buộc phải tìm hướng đi cần thiết nhằm cân bằng giữa nội dung tuyên truyền và những nội dung giải tri hấp dẫn khán giả, để có thể kinh doanh quảng cáo thương mại.
Ban đầu, chính quyền Trung Quốc đã ban hành chỉ thị để kiểm duyệt các chương trình. Trong quá trình cải cách những năm 1990, Đảng Cộng sản Trung Quốc đã thông qua các tiêu chuẩn mới cho CCTV về "khả năng chi trả" và "có thể chấp nhận ", nới lỏng kiểm duyệt so với chính phủ trước đây . Khả năng chi trả liên quan đến khả năng mua các chương trình, trong khi chấp nhận đòi hỏi một chương trình có nội dung chấp nhận được, ngăn chặn các chương trình phát sóng có chứa nội dung không phù hợp hoặc tổ chức chống lại Đảng Cộng sản Trung Quốc .
Ngày 2 tháng 9 năm 2008, trụ sở mới của CCTV được khai trương vào dịp kỷ niệm 50 năm thành lập CCTV.
Tháng 7 năm 2009, CCTV đã mở rộng phạm vi phủ sóng và đối tượng khán giả bằng cách tung ra dịch vụ CCTV- العربية, kênh quốc tế bằng ngôn ngữ tiếng Ả Rập
Hiện nay, CCTV có 24 kênh, hầu hết trong số này phát sóng 24 giờ một ngày. Ngày 17 tháng 6 năm 2013, CCTV công bố Kênh tổng hợp, Kênh Tin tức, và 24 kênh công cộng khác bắt đầu phát sóng trên trang web mới của CCTV .
Từ 31/12/2016, các kênh quốc tế của CCTV tách thành một nhánh riêng, có tên là Mạng lưới Truyền hình Toàn cầu Trung Quốc (Chữ Hán giản thể: 中国环球电视网 Hán-Việt: Trung Quốc Toàn cầu điện thị mạng, Tiếng Anh: China Global Television Network, viết tắt là CGTN).

## Cấu trúc
Đài truyền hình trung ương Trung Quốc thuộc sự quản lý của Tổng cục Quảng bá Phát thanh Truyền hình Quốc gia Trung Quốc, sau đó trực thuộc Hội đồng quốc gia Cộng hòa Nhân dân Trung Hoa. Một thứ trưởng của Hội đồng quốc gia làm chủ tịch của CCTV. Đài có mối quan hệ với các đài truyền hình khu vực do các chính quyền địa phương điều hành, trong đó phải dành hai kênh cho đài phát thanh quốc gia. (?)
Đài này được coi là một trong ba cơ quan truyền thông đại chúng lớn ở Trung Quốc, cùng với Nhân Dân nhật báo (People's Daily) và Tân Hoa Xã .

## Quản lý
Năm 2011, cựu biên tập viên của tờ báo Quang Minh Nhật báo, Hồ Chiêm Phàm, đã được bổ nhiệm làm giám đốc CCTV .
Năm 2015, Niếp Thần Tích được bổ nhiệm làm giám đốc mới của CCTV .
Giám đốc hiện tại là Thận Hải Hùng (từ 2/2018).

## Chương trình

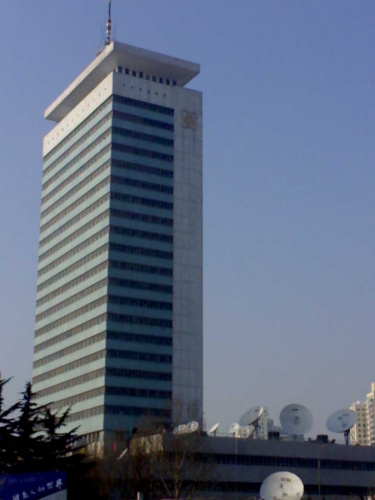
Trụ sở CCTV (cũ) tại Bắc Kinh. Được chụp vào ngày 12 tháng 6 năm 2005

Tân Văn Liên Bố (新闻联播 (Chương trình 30 phút buổi tối) - Xinwen Lianbo, CCTV Network News, CCTV Tonight) được phát sóng vào 19:00 giờ Bắc Kinh, là chương trình thời sự quan trọng nhất tại Trung Quốc nhằm kết nối người dân Trung Quốc lục địa với chính quyền. Các đài địa phương đều được chỉ thị phải tiếp sóng chương trình này. Mặc dù đã được CCTV thay đổi và cải cách khá nhiều, nhưng chương trình Thời sự buổi tối vẫn còn tương đối giống so với format chương trình của chính nó vào những năm 1980. Những tin tức chính trong chương trình thường là những chuyến thăm của chính khách nước ngoài, hoặc những chuyến thăm ra nước ngoài, những hội nghị và diễn đàn lớn, những tấm gương tốt làm ví dụ cho chính quyền. Nhiều thông tin chính trị quan trọng cũng được phát sóng trong chương trình này. Chương trình này được Duowei - một mạng tin tức của Trung Quốc - tải lên YouTube hằng ngày.
Hàng năm, có một chương trình đặc biệt nhằm chào mừng Năm mới của Trung Quốc, là chương trình CCTV New Year's Gala (中国中央电视台春节联欢晚会), cũng là chương trình này có đông người xem nhất của đài này. Theo một cuộc điều tra năm 2007, chương trình Gala này đã được trên 800 triệu người trên toàn thế giới theo dõi. Chương trình này ra đời vào những năm đầu 1980. Mỗi năm, một số ca sĩ và diễn viên hài đã trở nên nổi tiếng vì được biểu diễn trong chương trình đặc biệt đó.

## CNTV
Kênh truyền hình trực tuyến (CNTV) là một kênh được phát sóng trực tuyến trực thuộc Đài truyền hình trung ương Trung Quốc đã ra mắt vào ngày 28 Tháng 12 năm 2009. CNTV có 6 thứ tiếng, bao gồm tiếng Anh, tiếng Pháp, tiếng Tây Ban Nha, tiếng Nga, tiếng Ả Rập và tiếng Việt

## Kênh Truyền Hình
Các kênh CCTV được liệt kê theo thứ tự tuần tự không có mô tả rõ ràng, ví dụ: CCTV-1, CCTV-2, CCTV-3, vv, tương tự như các kênh ở châu Âu và ở những nơi khác trên thế giới.

### Kênh công cộng
Tất cả các kênh của CCTV đã được phát sóng độc lập. 18 kênh sau đây là các kênh công cộng, có nghĩa là các kênh này miễn phí. Sau đây là danh sách các kênh:
- CCTV-1: Tổng hợp, phát sóng từ 1/9/1958. (SDTV, HDTV và Hồng Kông), với 3 luồng kênh:
  - CCTV-1 (Trung Quốc đại lục, SDTV và HDTV)
  - CCTV-1 Hong Kong (Hồng Kông và Macao, SDTV và HDTV)
- CCTV-2: Tài chính (trước đây là Kinh tế cho đến ngày 24/8/2009, SDTV và HDTV), phát sóng từ 1973.
- CCTV-3: Nghệ thuật và Giải trí (SDTV và HDTV), phát sóng từ ngày 1/1/1986.
- CCTV-4: Kênh quốc tế, phát sóng bằng tiếng phổ thông Trung Quốc với 5 nhánh, phát sóng từ ngày 01/10/1992.
  - CCTV-4 Trung Quốc (phát sóng tại Trung Quốc Đại lục, SDTV và HDTV cùng với các chương trình tương tự như CCTV-4 Châu Á nhưng có quảng cáo)
  - CCTV-4 Châu Á (phát sóng tại Châu Á và Úc trừ Trung Quốc đại lục và Nhật Bản, SDTV, không có quảng cáo)
  - CCTV-4 Châu Âu (phát sóng tại Châu Âu và Châu Phi, SDTV, và phát sóng HD ở Pháp)
  - CCTV-4 Châu Mỹ (phát sóng tại Bắc Mỹ và Nam Mỹ, SDTV)
  - CCTV-4 Daifu (tiếng Trung Quốc và tiếng Nhật Bản, phát sóng tại Nhật Bản, SDTV và HDTV)
- CCTV-5: Thể thao (SDTV và HDTV), phát sóng từ ngày 1/1/1995.
- CCTV-5+ (trước là CCTV-HD, phát sóng từ ngày 1/5/2008. Từ 16/8/2013, kênh mang tên mới là CCTV-5+): Thể thao(HDTV)
- CCTV-6: Phim điện ảnh (SDTV và HDTV),  phát sóng từ ngày 1/1/1996.
- CCTV-7: Quân sự và Quốc phòng (SDTV và HDTV), phát sóng từ 30/11/1995 (trước đây là kênh Quân sự - Nông nghiệp - Thiếu nhi, từ ngày 28/12/2003, các nội dung thiếu nhi chuyển sang kênh CCTV-14). Từ ngày 1 tháng 8 năm 2019, kênh CCTV-7 cũ chia tách ra thành kênh CCTV-7 mới và kênh CCTV-17.
- CCTV-8: Phim truyền hình (SDTV và HDTV), phát sóng từ ngày 1/1/1996.
- CCTV-9: Phim tài liệu (Tiếng Trung Quốc và tiếng Anh) (SDTV và HDTV), phát sóng từ ngày 1/1/2011 (trước đây CCTV-9 là kênh tiếng Anh, sau năm 2010 đổi tên là CCTV-NEWS thì từ năm 2011, CCTV-9 trở thành kênh phim tài liệu.)
- CCTV-10: Khoa học và Giáo dục (SDTV và HDTV), phát sóng từ 9/7/2001.
- CCTV-11: Sân khấu (SDTV và HDTV), phát sóng từ 9/7/2001.
- CCTV-12: Xã hội và luật pháp (SDTV và HDTV), phát sóng từ ngày 12/5/2002.
- CCTV-13: Tin tức (tiếng phổ thông Trung Quốc, SDTV), phát sóng từ ngày 1/5/2003 (do tách từ kênh CCTV-1) với tên gọi cũ là CCTV News/CCTV-新闻.
- CCTV-14: Kênh dành cho thiếu nhi (SDTV và HDTV), phát sóng thử nghiệm ngày 15/11/2003, phát sóng chính thức từ ngày 26/12/2003, với tên gọi cũ là CCTV-Children/CCTV-少儿.
- CCTV-15: Ca nhạc (SDTV),  phát sóng từ 31/3/2004, với tên gọi cũ là CCTV-Music/CCTV-音乐.
- CCTV-16: Kênh chuyên về Olympic, do CCTV và Ủy ban Olympic quốc tế hợp tác sản xuất nội dung chương trình, phát sóng thử nghiệm từ ngày 19/10/2021, phát sóng chính thức từ 16 giờ ngày 25/10/2021.
- CCTV-17: Nông nghiệp và nông thôn, phát sóng thử nghiệm từ ngày 1/8/2019, phát sóng chính thức từ 23/9/2019 (được tách ra từ kênh CCTV-7 cũ).
- CCTV-18: Kênh chuyên đề về Paralympic, do CCTV và Ủy ban Paralympic quốc tế hợp tác sản xuất nội dung chương trình, phát sóng thử nghiệm từ ngày 1/2/2023, phát sóng chính thức từ 16 giờ ngày 7/2/2023.
- CCTV-4K: Kênh 4K tổng hợp, phát sóng từ ngày 1/10/2018 (thay thế cho CCTV-3D).

### Kênh thu phí
- CCTV Shopping (SDTV, Miễn phí)
- CCTV TV Guide (SDTV, Miễn phí)
- CCTV Storm Theater (SDTV)
- CCTV The First Theater (SDTV)
- CCTV Nostalgia Theater (SDTV)
- CCTV Storm Music (SDTV)
- CCTV Thời trang nữ giới (SDTV)
- CCTV Storm Football (SDTV)
- CCTV Golf và Quần Vợt (SDTV)
- CCTV Billiards (SDTV)
- CCTV Quốc phòng và Quân đội (SDTV)
- CCTV Địa lý thế giới (SDTV)
- CCTV Khám phá (SDTV)
- CCTV Văn hoá chất lượng (SDTV)
- CCTV Old Stories (SDTV)
- CCTV Students (SDTV)
- CCTV Hoạt hình Shinco (SDTV)
- CCTV Thông tin chứng khoán (SDTV)

### Kênh hải ngoại
- CCTV Giải trí (SDTV)
- CCTV Sân khấu hải ngoại (SDTV)
- CCTV Daifu (Chỉ ở Nhật Bản)

Tất cả các kênh CCTV cũng được phát sóng thông qua:
- Livestream - 24/7
- Stream Vision (Tương tự như trên)
- Trực tiếp vệ tinh trực tuyến Cyber
- Universe Satellite Network
- Galaxy Satellite [14]
- Plus additional 10+ nhà cung cấp dịch vụ vệ tinh hội nhập cao cấp nếu có thể

Tất cả các kênh CCTV được phát sóng 24/7 ngoại trừ các kênh sau đây, thời gian phát sóng của các kênh:
- CCTV-7 Quân sự & Quốc phòng (SDTV): 06:00-24:00 (giờ VN: 05:00-23:00)
- CCTV-10 Khoa học & Giáo dục (SDTV): 05:55-02:25 (ngày hôm sau, giờ VN: 04:55-01:25 (ngày hôm sau))
- CCTV-11 Sân khấu (HDTV): 06:00-02:30 (ngày hôm sau, giờ VN: 05:00-01:30 (ngày hôm sau))
- CCTV-12 Xã hội & Luật pháp (SDTV): 05:55-02:45 (ngày hôm sau, giờ VN: 04:55-01:45 (ngày hôm sau))
- CCTV-14 Thiếu nhi (SDTV): 05:55-03:05 (ngày hôm sau, giờ VN: 04:55-02:05 (ngày hôm sau))
- CCTV-15 Âm nhạc (chương trình nhạc pop phát trên CCTV-3, SDTV): 05:55-01:50 (ngày hôm sau, giờ VN: 04:55-00:50 (ngày hôm sau))
- CCTV-3D TV Test: 10:30-24:00 (đã ngừng phát sóng)
- CCTV-17 Nông nghiệp & nông thôn (tách ra từ kênh CCTV-7 cũ, (SDTV): 06:00-24:00 (giờ VN: 05:00-23:00)

Hàng ngày vào lúc 05:55 (giờ Trung Quốc), Quốc ca Trung Quốc được phát sóng trên hầu hết các kênh (ngoại trừ Kênh quốc tế và Kênh thu phí).

### Kênh tiếng nước ngoài dành cho người bản xứ (CGTN)
- CGTN (trước là CCTV-NEWS): tiếng Anh (phát sóng thử nghiệm từ năm 1997, và chính thức từ 25/9/2000 với tên gọi cũ là CCTV-9. Sau năm 2010 là kênh CCTV-NEWS.)
- CGTN Documentary (trước là bộ phận tiếng Anh của CCTV-9): phim tài liệu Trung Quốc, tiếng Anh, phát từ 1/1/2011.
- CGTN Russian (trước là CCTV-Русский) tiếng Nga, phát sóng từ 10/9/2009.
- CGTN Arabic (trước là CCTV-Arabiya) tiếng Ả Rập, phát sóng từ 10/7/2009.
- CGTN Spanish (trước là CCTV-Español) tiếng Tây Ban Nha (phát sóng từ 1/10/2007 trên cơ sở nội dung tiếng Tây Ban Nha của kênh CCTV-E&F cũ).
- CGTN French (trước là CCTV-Français, CCTV-F) tiếng Pháp (phát sóng từ 1/10/2007 trên cơ sở nội dung tiếng Pháp của kênh CCTV-E&F cũ).

## Phát sóng ra quốc tế
Bên ngoài Trung Quốc, có thể bắt sóng được các kênh CCTV-4 (kênh quốc tế cho người nói tiếng Trung Quốc) và các kênh CGTN bằng tín hiệu truyền hình kỹ thuật số. CCTV gần đây cũng đang chuyển hướng từ analog sang truyền hình DVB có thu phí (10 USD/năm) để cho chất lượng hình ảnh cao hơn. Những kênh quốc tế trên sẽ được truyền qua nhiều vệ tinh đến toàn thế giới.